# تاريخ ديار بكر
تاريخ دياربكر الكردي: آمد،  زازا: ديار بكر، الآرامية الجديدة الآشورية: أميدي أو أميدو،  أرمينية: Տիգրանակերտ، تيغراناكيرت؛ السريانية: ܐܡܝܕ، رومانية: أميد  وهي واحدة من أكبر المدن في جنوب شرق تركيا وبلدية حضرية في تركيا، تمتد لآلاف السنين وتقع ديار بكر على ضفاف نهر دجلة.
ذكرت المدينة في النصوص الآشورية لأول مرة كعاصمة لمملكة سامية. وقد حكمها تقريبًا كل أنظمة الحكم التي سيطرت على الجزيرة الفراتية، مثل الميتاني والآراميين والآشوريين والأورارتو والأرمن والفرس الأخمينيين والميديين والسلوقيين والفرثيين. سيطرت الجمهورية الرومانية على المدينة في القرن الأول قبل الميلاد، وفي تلك المرحلة سميت "أميدا". وكانت أميدا آنذاك جزءً من الإمبراطورية المسيحية البيزنطية حتى الغزو الإسلامي في القرن السابع، وبعد ذلك أفسحت مجموعة متنوعة من السياسات الإسلامية الطريق للإمبراطورية العثمانية. وفي القرن السادس عشر كانت جزءً من جمهورية تركيا منذ سقوط الدولة العثمانية في أوائل القرن العشرين.

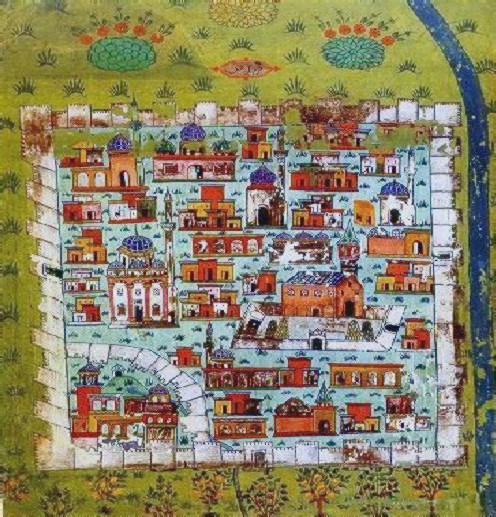
خريطة لمدينة ديار بكر بقلم نصوح السلاحي، ويظهر فيها سور المدينة والذي تحطم في حصار صور (2016).

## العصور القديمة
تم اكتشاف المنطقة المحيطة بديار بكر من قبل البشر من العصر الحجري مع أدوات من تلك الفترة في مجمع كهف هيلار القريب يعود تاريخ مستوطنة تشايونو من العصر الحجري الحديث قبل الفخار إلى أكثر من 10000 عام ويتم عرض بقاياها المحفورة في متحف ديار بكر، موقع مهم آخر هو جيريكيهاسيان تومولوس في إغيل. كانت أول حضارة كبرى تثبت نفسها في منطقة ما يعرف الآن بديار بكر هي مملكة ميتاني الحرة حيث ذكرت النصوص الآشورية المدينة لأول مرة كعاصمة لمملكة سامية؛ ثم تم حكمها من قبل خلافة كل نظام حكم تقريبًا سيطر على بلاد ما بين النهرين العليا، بما في ذلك الآراميين والآشوريين والأورارتو والأرمن والفرس الأخمينيين والميديين والسلوقيين والفرثيين. في عام 66 قبل الميلاد، سيطرت الجمهورية الرومانية على المدينة وفي هذه المرحلة سميت أميدا والتي جاء منها اسم اللغة الكردية الحديثة للمدينة، آمد و في عام 359، استولى شابور الثاني ملك بلاد فارس على أميدا بعد حصار دام 73 أيام وصفه بوضوح المؤرخ الروماني أميانوس مارسيلينوس.

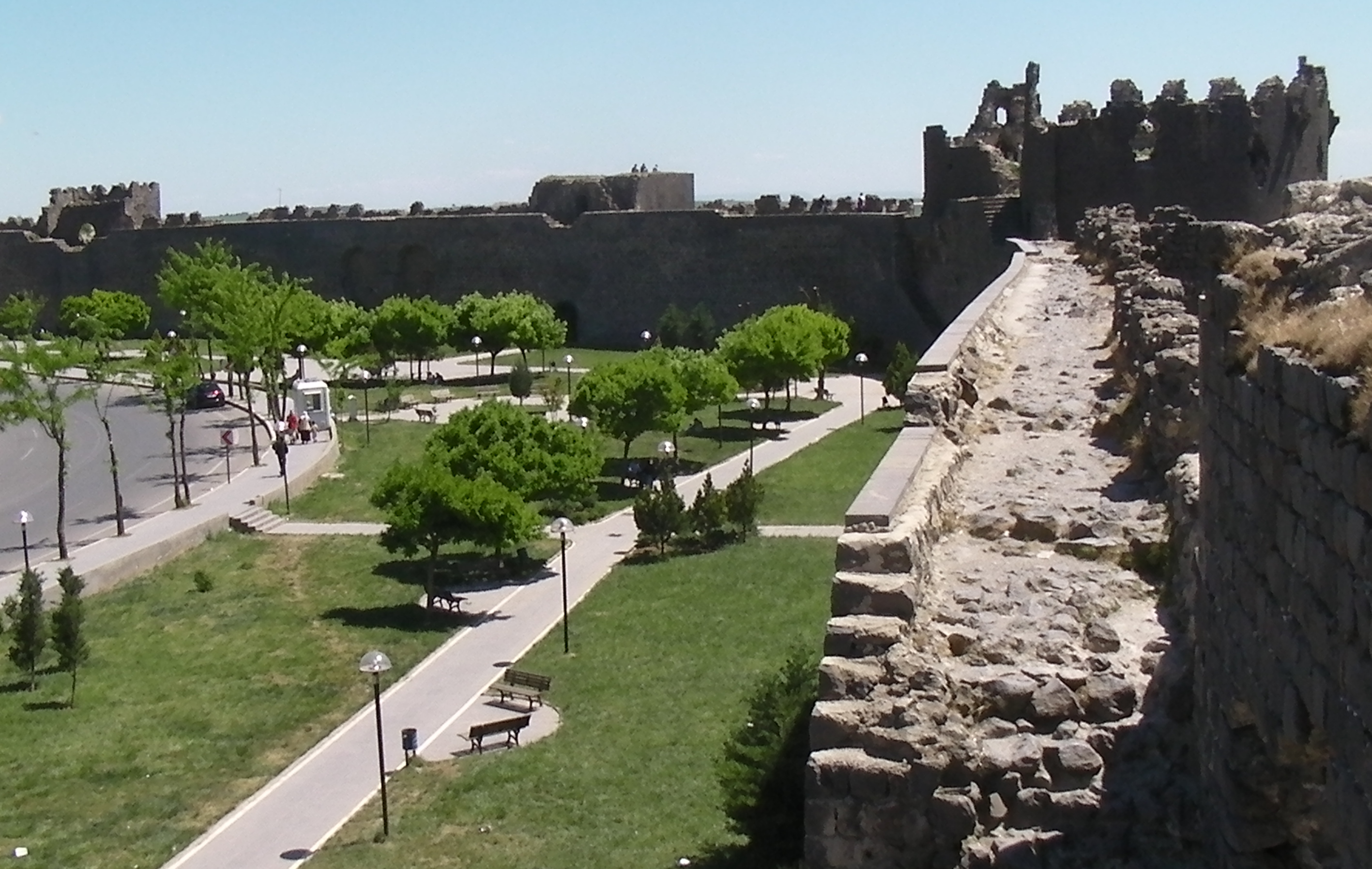
أسوار مدينة ديار بكر، التي بناها قنسطانطيوس الثاني وأكمله فالنتينيان الأول بين عامي 367 و375، ويمتد لمسافة 6 كيلومترات تقريبًا بدون فراغات.

## التاريخ الكنسي
سيطرت المسيحية السريانية في المنطقة بين القرنين الأول والرابع الميلادي وخاصة بين الآشوريين في المدينة. كان أول أسقف موثق لأميدا هو سمعان من كنيسة المشرق الآشورية الذي شارك في مجمع نيقية الأول في عام 325 نيابة عن الآشوريين. في القرن التالي، اشتهر القديس أكاكيوس أميدا (الذي توفي في عام 425، وهو مدرج في علم الشهداء الروماني) لبيعه أواني الكنيسة الذهبية والفضية لفدية ومساعدة أسرى الحرب الفارسيين. قسم الإمبراطور البيزنطي ثيودوسيوس الثاني (408-450) مقاطعة بلاد ما بين النهرين الرومانية إلى قسمين، وجعل أميدا عاصمة بلاد ما بين النهرين بريما، وبالتالي ترى العاصمة أيضًا جميع أسقفيات المقاطعة تشير نوتيتيا الأسقفية  في القرن السادس إلى أن المدافعين عن حق الاقتراع لأميدا يرون مارتيروبوليس وإنجيلا وبيلابيتين وأرساموساتا وصوفين وكيثاريس وسيفا وزيوغما. ويضيف أنواريو بوناديميسيو وبيتزبدا وأسماء العديد من خلفاء أكاكيوس معروفة، لكن عقيدتهم غير واضحة. آخر من تأكد من عقيدته هو سيرياكوس، المشارك في المجلس الثاني للقسطنطينية (553) حينها هرب العديد من أساقفة الإمبراطورية البيزنطية في مواجهة الغزو الفارسي في أوائل القرن السابع مع ما نتج عن ذلك من انتشار الكنيسة اليعقوبية. أعطى مايكل السوري قائمة بالأساقفة اليعقوبيين لأميدا حتى القرن الثالث عشر.
في مرحلة ما، أصبحت أميدا رؤية للكنيسة الأرمنية. كان الأساقفة الذين احتفظوا بالكرسى في عامي 1650 و1681في شراكة كاملة مع الكرسي الرسولي، وفي عام 1727 أرسل بيتر ديربوغوسيان مهنته الإيمانية إلى روما. خلفه أسقفان آخران من الكنيسة الأرمنية الكاثوليكية، أوجينيوس وإيوانس من سميرنا، توفي الأخير منهم في القسطنطينية عام 1785. بعد منصب شاغر طويل، تبعه ثلاثة أساقفة آخرين. كان لدى الأبرشية حوالي 5000 كاثوليكي أرمني في عام 1903، لكنها فقدت معظم سكانها في الإبادة الجماعية للأرمن عام 1915. قُتل آخر أسقف أبرشي في الكرسي، أندرياس إلياس سيليبيان، بحوالي 600 من قطيعه في صيف عام 1915.

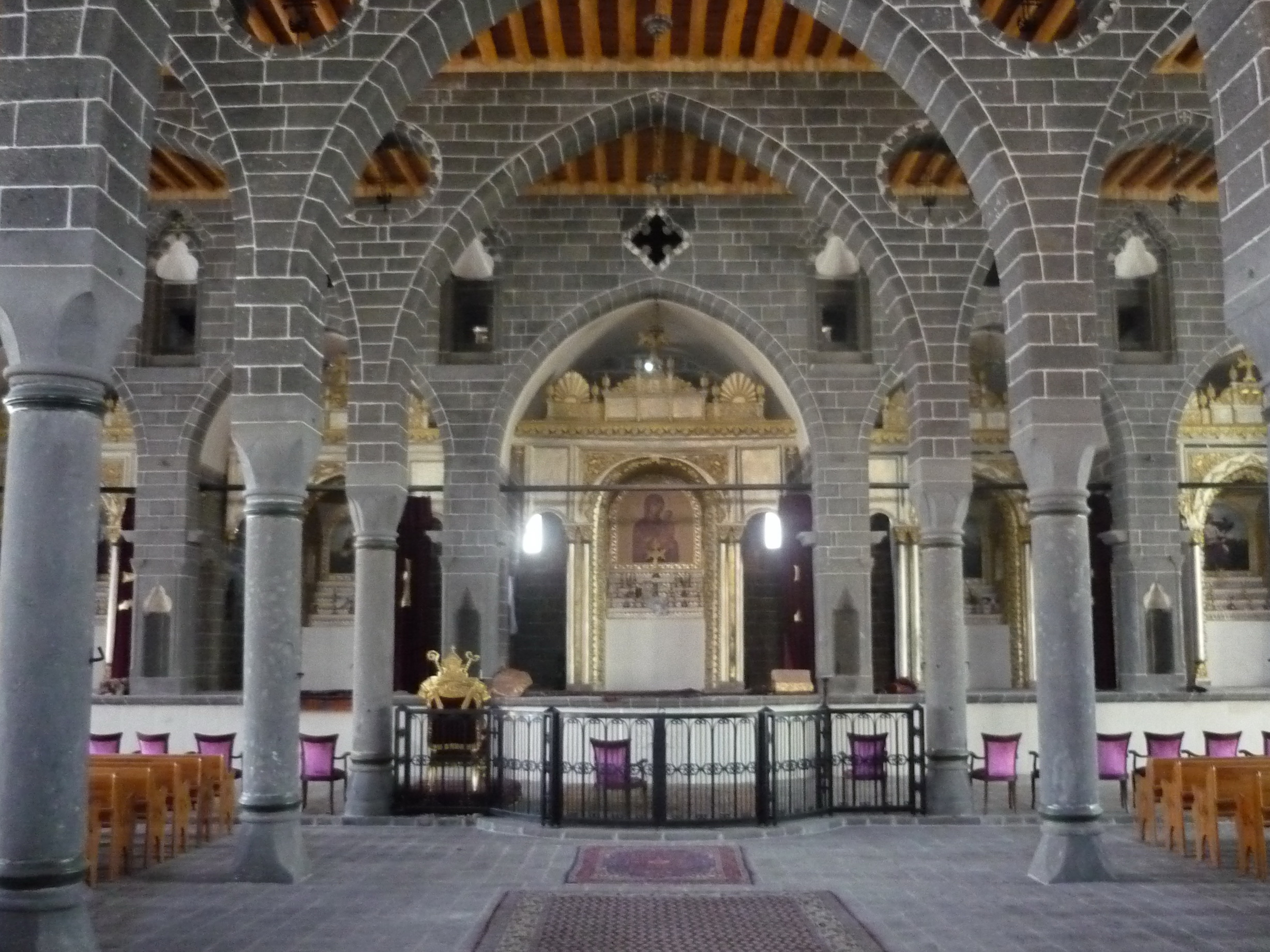
صورة من داخل كنيسة القديس كيراكوس الأرمنية بعد ترميمها عام 2012. وصادرت الحكومة التركية هذه الكنيسة والعديد من الكنائس الأخرى في مارس 2016 بعد حصار صور.

تأسست أبرشية للأعضاء المحليين في الكنيسة السريانية الكاثوليكية وفي عام 1862 تم انتخاب إغناطيوس فيليب الأول أركوس، الذي كان أول أسقف لها، بطريركًا في عام 1866، وحافظ على حكم رؤية أميدا، التي مارسها من خلال نائب أبوي. تم توحيد الأبرشية مع أبرشية ماردين في عام 1888 أدى اضطهاد المسيحيين في الإمبراطورية العثمانية خلال الحرب العالمية الأولى إلى إنهاء وجود هذه المناظر السكنية السورية.
في عام 1966، تم إحياء الأرشيف الكلداني الكاثوليكي لأميدا، مع ولاية قضائية على جميع الكاثوليك الكلدانيين في تركيا، في ديار بكر، حيث كانت المدينة على حد سواء الرؤية الأسقفية وموقع كاتدرائية أبرشية كنيسة القديسة ماري، دياربكر.
اعتبارا من عام 2015، هناك كنيستان كلدانيتان وثلاث كنائس أرمنية في عملية دورية على الأقل. ثلاث كنائس أخرى في حالة خراب، كلها أرمنية: واحدة في سور، ديار بكر، وواحدة في القلعة التي أصبحت الآن جزءًا من مجمع متحف، وواحدة في جزء آخر من المدينة.
الرؤى الفخرية
لم تعد أميدا أسقفية سكنية حتى عام 1966 (الطقوس الكلدانية)، تم إدراجها اليوم من قبل الكنيسة الكاثوليكية كمنظر فخري متعدد بشكل منفصل للطقوس الرومانية وكنيستين كاثوليكيتين شرقيتين.
انظر الاسم اللاتيني
تم قمع أميدة الرومان في عام 1970، بعد أن كان لديهم العديد من شاغلي المناصب الأسقفية مع استثناء أسقفي واحد
- دومينغو فالنتين غيرا أرتيجا إي ليفا (19 ديسمبر 1725 - 8 مارس 1728)
- فرانسيسكو كاستو رويو (15 ديسمبر 1783 – سبتمبر 1803)
- غايتان جيونتا (6 أكتوبر 1829 – تاريخ غير معروف)
- الأسقف الفخري أوغسطس فان هيول، اليسوعيين (9 سبتمبر 1864 - 9 يونيو 1865)
- كولين فرانسيس ماكينون (30 أغسطس 1877 – 26 سبتمبر 1879)
- فرانسيس كزافييه نوربرت بلانشيت (26 يناير 1881 - 18 يونيو 1883)
- بنيامينو كافيتشيوني (21 مارس 1884 - 11 يناير 1894) (لاحقًا الكاردينال)
- فرانشيسكو سوجارو، مبشرون كومبوني (F.S.C.I.) (18 أغسطس 1894 - 6 فبراير 1912)
- جيمس دوهيج (27 فبراير 1912 - 13 يناير 1917)
- جون المعمدان بيتافال (29 يوليو 1918 – 23 مايو 1928)
- كارلو تشيارلو (12 أكتوبر 1928 - 15 ديسمبر 1958) (لاحقًا كاردينال)
- جاستون موجايسكي بيريللي (8 أغسطس 1959 - 10 مايو 1963)
- روبرت بيكارد دي لا فاكيري (23 مايو 1963 – 17 مارس 1969)
- جوزيف شيخو (7 مارس 1970 – 22 أغسطس 1970)

الأرمينية الكاثوليكية الفخرية
تم قمع أبرشية أميدا، في عام 1650، في عام 1972 وتم ترميمها اسميًا على الفور كأسقفية أرمنية كاثوليكية (طقوس ولغة أرمنية) من أدنى رتبة (أسقفية)، أميدا من الأرمن.
حتى الآن، كان لديها شاغلو المناصب التالية، من الرتبة الأسقفية المناسبة مع استثناء الأسقفية:
- غريغوار غابرويان، معهد الكليجر البطريركي ببزمار (3 يناير 1977 - 30 يونيو 1986) كنائب رسولي لفرنسا للأرمن (3 يناير 1977 - 30 يونيو 1986) ؛ في وقت لاحق إيبارش (أسقف) من سانت كروا دو باريس من الأرمن (فرنسا) (30 يونيو 1986 - 2 فبراير 2013) والزائر الرسولي في أوروبا الغربية للأرمن (30 يونيو 1986 - 8 يونيو 2013)، ثم حاكم كيليكيا البطريركي للأرمن (في بيروت، لبنان) (25 حزيران/يونيه 2015 - 25 تموز/يوليه 2015)، وأخيرا بطريرك كيليكيا باسم غريغوار بيير غابرويان (24 تموز/يوليه 2015 - حتى الآن) ورئيس مجمع الكنيسة الكاثوليكية الأرمنية (25 تموز/يوليه 2015)
- رئيس الأساقفة الفخري ليفون بوغوس زيكيان (21 مايو 2014 - 21 مارس 2015)، بصفته المدير الرسولي لإسطنبول للأرمن (تركيا) (21 مايو 2014 - 21 مارس 2015)، وخلف لاحقًا رئيس أساقفة (رئيس أساقفة) اسطنبول (21 أبريل 2015).
- كيفورك أسدوريان (5 سبتمبر 2015 - حتى الآن)، أسقف بيروت المساعد للأرمن؛ لم يسبق له مثيل

السريان الكاثوليك الفخري
تأسست في عام 1963 كأسقفية فخرية من أعلى رتبة (متروبوليتان)، أميدا من السريان.
كانت شاغرة لعقود من الزمن، بعد أن كان شاغلها التالي برتبة متروبوليتان؛
- رئيس الأساقفة الفخري فلافيان زاكاري ملكي (6 يوليو 1963 - 30 نوفمبر 1989)، نائب بطريرك لبنان للسريان (6 يوليو 1963 - الوفاة 1983)

## العصور الوسطى

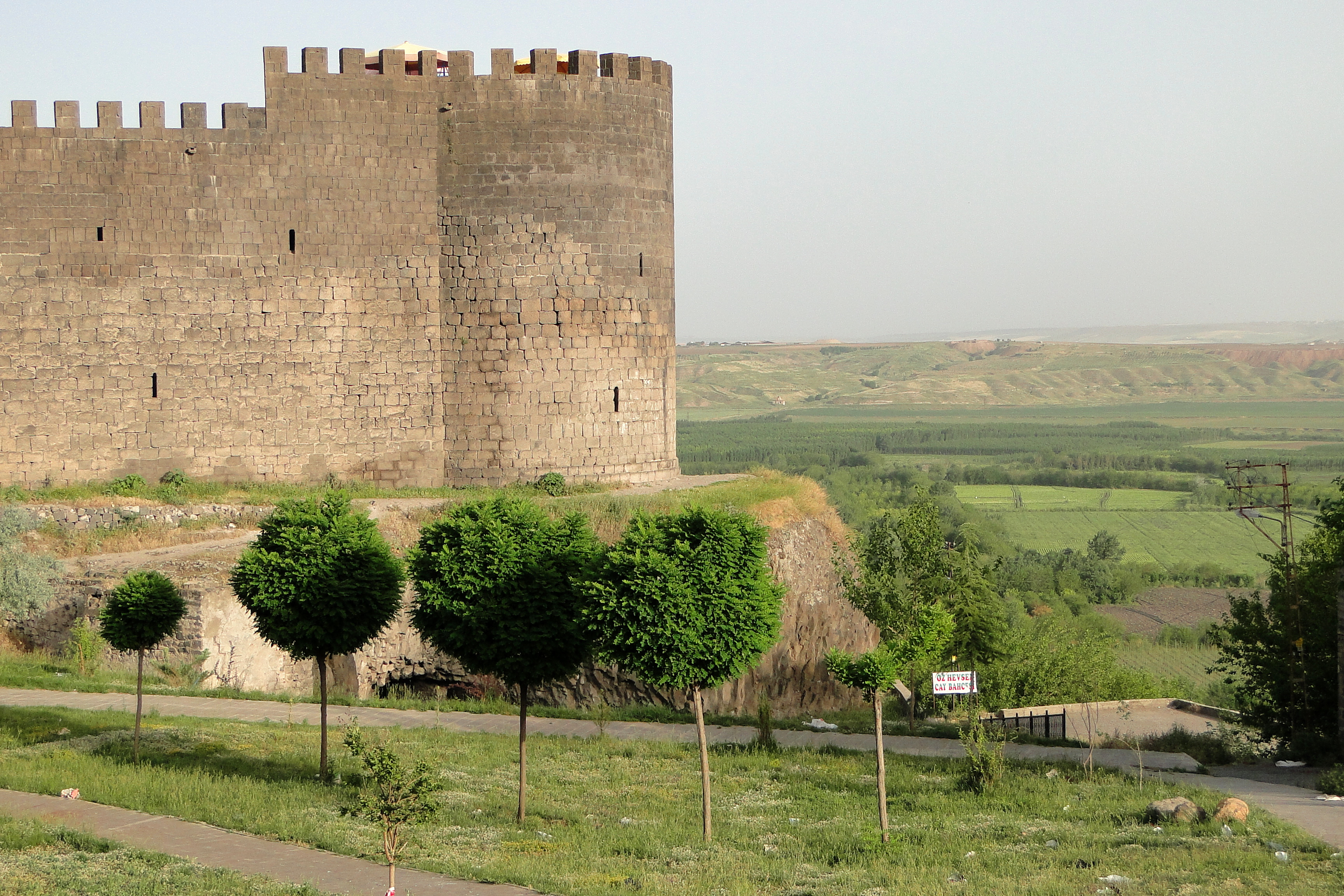
برج الماعز، وهو جزء من سور المدينة.

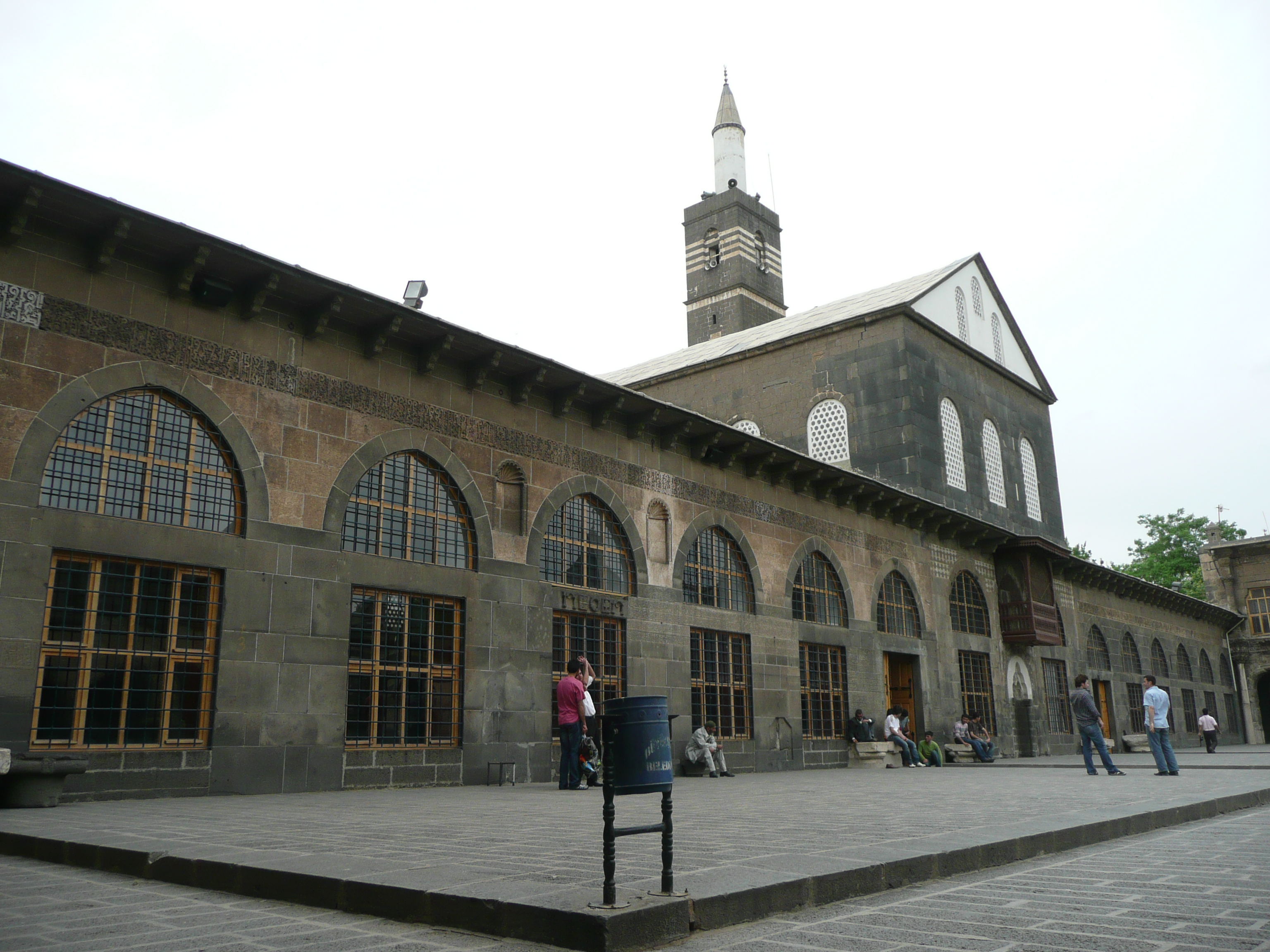
المسجد الكبير في ديار بكر والذي بُني في زمن جلال الدولة ملك شاه سنة 1091.

في عام 639، تعرضت المدينة لفتوحات المسلمين، حيث تم إدخال دين الإسلام ومرت المدينة تحت السيطرة الأموية ثم العباسية، ولكن مع التجزئة التقدمية للخلافة العباسية من أواخر القرن التاسع، كانت بشكل دوري تحت حكم السلالات الحاكمة المستقلة. حكم عيسى بن الشيخ الشيباني وأحفاده المدينة ومحافظة ديار بكر الأوسع من 871 حتى 899، عندما أعاد الخليفة المعتهد السيطرة العباسية، ولكن سرعان ما انتقلت المنطقة إلى سلالة محلية أخرى، الحمدانيين. تم تشريد الأخير من قبل البويديين في 978، الذين تبعهم الموروانيون في 983.
حكم المروانيون حتى عام 1085، عندما أخذ السلاجقة المدينة منهم. جاء تحت حكم فرع ماردين من أتراك الأوغوز، ثم بيليك الأناضول من الأرتقيون. أصبحت المدينة تحت السلطنة الأيوبية في عام 1183، والتي حكمت المدينة حتى اجتاحها المغول في عام 1260. لفترة من الوقت كانت المدينة تحكمها الاتحادات التركية المتنافسة من كارا كويونلو (الأغنام السوداء) ثم آق قويونلو حتى صعود الفارسيين الصفويين، الذين استولوا على المدينة والمنطقة الأوسع في القرن السادس عشر.

## الصفويين والعثمانيين

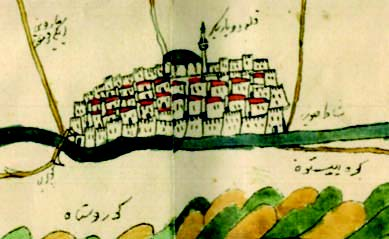
خريطة عثمانية ترجع إلى القرن السابع عشر تُظهر مدينة ديار بكر ونظام نهري دجلة والفرات. ربما تكون الخريطة من رسم أوليا جلبي.

شهد العصر الكلاسيكي للإمبراطورية العثمانية توسعها في أرمينيا الغربية وجميع المناطق الشرقية من كردستان باستثناء المناطق الشرقية على حساب الصفويين. منذ أوائل القرن السادس عشر، كانت المدينة والمنطقة الأوسع مصدرًا للمكائد بين الصفويين والإمبراطورية العثمانية، وكلاهما سعى للحصول على دعم الزعماء الأكراد حول إدريس بيتليسي وتم غزوها من قبل الدولة العثمانية في عام 1514 في حملات بيكلي محمد باشا، تحت حكم السلطان سليم الأول محمد خان أوستاجلو، الحاكم الصفوي لديار بكر، تم إجلاؤه من المدينة وقتل في معركة شالدان 1514 التالية وبعد انتصارهم، أنشأ العثمانيون ديار بكر إياليت مع مركزها الإداري في ديار بكر. إياليت ديار بكر تتوافق مع كردستان التركية اليوم، وهي منطقة مستطيلة بين بحيرة أرومية إلى بالو ومن الشواطئ الجنوبية لبحيرة فان إلى سيزري وبدايات الصحراء السورية، على الرغم من أن حدودها شهدت بعض التغييرات بمرور الوقت. كانت المدينة قاعدة عسكرية مهمة للسيطرة على المنطقة وفي نفس الوقت كانت مدينة مزدهرة مشهورة بالحرفيين، حيث تنتج الزجاج والأعمال المعدنية. على سبيل المثال، تم صنع أبواب قبر الرومي في قونية في ديار بكر، وكذلك الأبواب المزخرفة بالذهب والفضة لقبر أبو حنيفة في بغداد. تم تأكيد الحكم العثماني من قبل صلح أماسيا 1555 الذي أعقب الحرب العثمانية الصفوية (1532-1555). استعاد الشاه الصفوي عباس الأول المدينة لفترتين قصيرتين، خلال الحرب العثمانية الصفوية (1603-1618)، ومرة أخرى في 1623-1624، خلال لحرب العثمانية الصفوية (1623-1639).

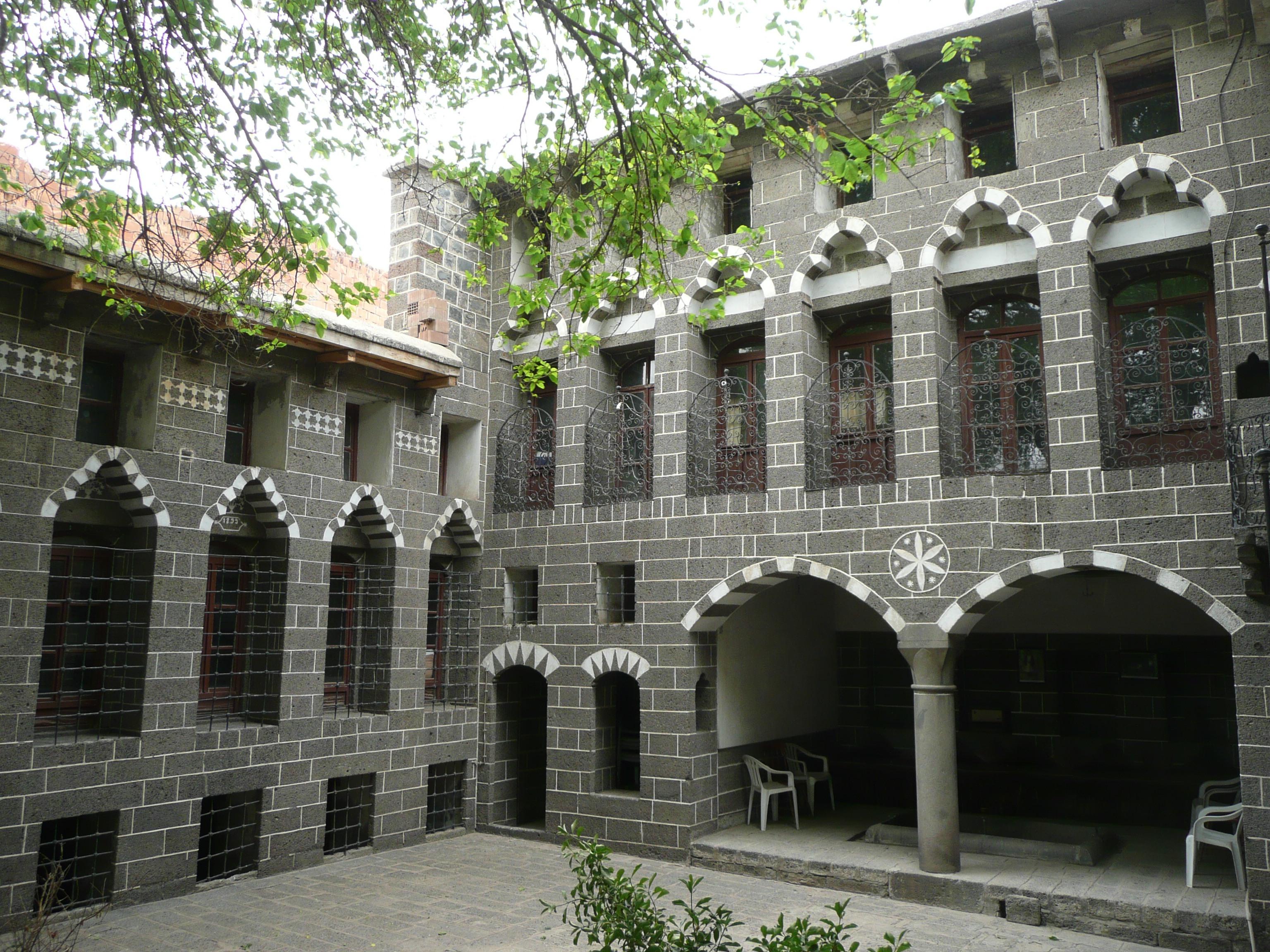
مثال نموذجي على الطراز المعماري التاريخي لديار بكر، المبني من حجر البازلت الداكن والمستخلص من حجارة المدينة نفسها.

اهتمامهم باستقلال عقلية الإمارات الكردية كان السبب في سعي العثمانيون إلى كبح نفوذهم وإخضاعهم لسيطرة الحكومة المركزية في القسطنطينية. ومع ذلك، أدت إزالة هذه الإمارات الوراثية من السلطة إلى مزيد من عدم الاستقرار في المنطقة منذ أربعينيات القرن التاسع عشر فصاعدًا. في مكانهم، برز الشيخ الصوفي والطوائف الدينية إلى الصدارة ونشروا نفوذهم في جميع أنحاء المنطقة.
كان أحد القادة الصوفيين البارزين هو الشيخ عبيدالله نهري، الذي بدأ ثورة في المنطقة بين بحيرتي فان وأورميا.
غطت المنطقة الواقعة تحت سيطرته الأراضي العثمانية والقاجارية و يعتبر الشيخ عبيدالله من أوائل مؤيدي القومية الكردية وفي رسالة إلى نائب القنصل البريطاني، أعلن: "الأمة الكردية شعب منفصل... نريد أن تكون شؤوننا في أيدينا ".
في عام 1895 تم ذبح ما يقدر بنحو 25،000 أرمني وآشوري في ولاية دياربكر، بما في ذلك في المدينة. في مطلع القرن التاسع عشر، كان السكان المسيحيون في المدينة يتألفون بشكل رئيسي من الأرمن والسريانيين الأرثوذكس المسيحيين. وكانت المدينة أيضًا موقعًا للتطهير العرقي خلال الإبادة الجماعية الأرمنية والآشورية عام 1915؛ تم طرد ما يقرب من 150،000 من المدينة إلى مسيرات الموت في الصحراء السورية.

## الجمهورية التركية

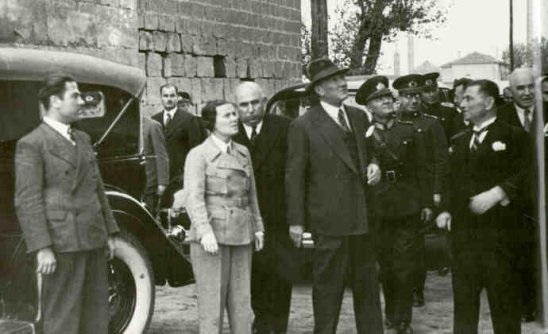
مصطفى كمال أتاتورك وعلي شيتينكايا وصبيحة كوكجن في مدينة ديار بكر في 16 نوفمبر 1937.

في يناير 1928، أصبحت ديار بكر مركز المفتشية العامة الأولى، وهي تقسيم فرعي إقليمي لمنطقة تضم مقاطعات هكاري وفان وشرناق وماردين وسيرت وبيتليس وشانليورفا، ولدى المفتشية العامة سلطات واسعة النطاق بشأن جميع المسائل المدنية والعسكرية والتعليمية. تم التخلي عن منصب المفتشية العامة في عام 1948. لكن إطارها القانوني لم يتم التخلي عنه إلا في عام 1952 في ظل حكومة الحزب الديمقراطي في إعادة تنظيم المقاطعات في عام 1952، أصبحت مدينة ديار بكر العاصمة الإدارية لمقاطعة ديار بكر، وفي عام 1993، تأسست ديار بكر كبلدية العاصمة  ومناطقها هي باغلار، بيسميل، إرغاني، هازرو، كايابينار، تشيرميك، تشينار، إيغل، ديكل، كولب، كوكاكوي، لايس، سيلفان، سور، ينيشهير وهاني.
نمت دياربكر من 30، 000 نسمة في الثلاثينيات إلى 65، 000 بحلول عام 1956، إلى 140، 000 بحلول عام 1970، إلى 400، 000 بحلول عام 1990، وفي نهاية المطاف تضخم إلى نحو 1.5 مليون بحلول عام 1997.
كانت قاعدة بيرينسليك الجوية الأمريكية التركية، بالقرب من ديار بكر، تعمل من عام 1956 إلى عام 1997. خلال الثمانينيات والتسعينيات، في ذروة الصراع الكردي التركي، نما عدد سكان المدينة إلى حد بعيد حيث استقر العديد من سكان آلاف القرى الكردية التي أخليت تركيا من سكانها في المدينة وشهدت ديارباك تيرار الكثير من أعمال العنف في السنوات الأخيرة، شملت قوات الأمن التركية، وحزب العمال الكردستاني (حزب العمال الكردي)، وتنظيم الدولة الإسلامية (داعش). في مارس 2006 اندلع قتال عنيف حول ديار بكر بين حزب العمال الكردستاني وقوات الأمن التركية، فضلا عن أعمال شغب كبيرة من قبل مؤيدي حزب العمال الكردستاني، ونتيجة لذلك اضطر الجيش إلى إغلاق الطرق المؤقتة إلى مطار ديار باك، وتجب إغلاق العديد من المدارس والشركات. بين 8 نوفمبر 2015 و15 مايو 2016 دمرت أجزاء كبيرة من سور في القتال بين الجيش التركي وحزب العمال الكردستاني.
تم تنفيذ العديد من التفجيرات في المدينة خلال الصراع استهدفت أهدافًا عسكرية ومدنيين. في 18 فبراير 2016، قتلت قذيفة زرعها حزب العمال الكردستاني 6 جنود وأصابت آخر. في 10 مايو 2016، أدى قصف نفذه حزب العمال الكردستاني في المدينة إلى مقتل 3 أشخاص وإصابة 45 آخرين، من بينهم 33 مدنيًا. في 12 مايو 2016، أدى تفجير شاحنة مفخخة في قرية دوروملو في المدينة إلى مقتل 16 شخصًا وإصابة 23 آخرين. في 4 نوفمبر 2016 أدى تفجير بالقرب من مبنى للشرطة في المدينة إلى مقتل 2 من رجال الشرطة 9 مدنيين بينما أصيب 100 آخرين، وأعلن كل من تنظيم الدولة الإسلامية في العراق والشام وصقور الحرية الكردستانية مسؤوليتهما.
وجد تقرير عام 2018 من قبل أركيولغلر ديرن تو تو تي ستارك ستانبول أنه، منذ عام 2015، تم تدمير 72 ٪ من منطقة سور التاريخية في المدينة من خلال الهدم وإعادة التطوير، وأنه تم تجاهل القوانين المصممة لحماية الآثار التاريخية. ووجدوا أن سياسة "التجديد الحضري" في المدينة تقوم على الهدم وإعادة التطوير، وليس على ترميم الأصول الثقافية التي تضررت خلال النزاع الأهلي الأخير، وبسبب ذلك فإن العديد من المباني التاريخية المسجلة قد دمرت بالكامل. ولا يعرف مدى فقدان المباني التاريخية غير المسجلة، لأن أي أجزاء من المباني التاريخية وتم الكشف عنها في أثناء هدم المباني الحديثة التي قد هدمت أيضا.